# Blue (1993)
Blue ist der zwölfte und letzte Film des britischen Filmregisseurs und Malers Derek Jarman, bevor er an Aids starb. Zur Veröffentlichung des Films im Jahr 1993 hatte ihn die Krankheit bereits beinahe erblinden lassen. Der Film zeigt über die gesamte Spieldauer die Farbe Blau und wird durch die Musik von Simon Fisher-Turner und den Stimmen von Jarman selbst und einigen ausgewählten Schauspielern untermalt. Thema sind Jarmans Leben und seine Visionen im Rahmen einer elegischen Retrospektive. Die Tonspur des Films wurde anlässlich dessen Premiere von den britischen Sendern Channel 4 und BBC Radio 3 ausgestrahlt.

## Inhalt
Der Film beginnt mit einem Glockenläuten, woraufhin eine Stimme die Wirkung und Symbolik der Farbe Blau erläutert. Die Erzählung findet den Bogen zu den psychischen Problemen des Regisseurs, von denen das intensivste der Verlust des Augenlichts ist. Der gesprochene Text wird zur episodischen Sammlung von Kindheitserinnerungen, Tagebucheinträgen, Eulogien für den Verlust von Freunden, sozialen Kommentaren, poetischen Gedanken, Diskursen zu Politik zum Thema Homosexualität, Berichten über die Vorteile von Krankheiten, ästhetischen Exkursen und eskapistischen Fantasien.

## Filmanalyse

### Wirkung und Symbolik
Jarman konfrontiert den Betrachter mit einer monochromen Bildprojektion der Farbe Blau, die sein Sehfeld im Zuge seiner Krankheit eigenen Angaben zufolge vereinnahmt hatte. Er metaphorisiert auf diese Weise seine Blindheit, die es ihm gleichzeitig nicht mehr ermöglicht hatte, einen konventionellen Film zu drehen. Metaphorisch korrespondiert das Blau im Film mit starken Verlustängsten, den anklagenden Musikrhythmen und der Unendlichkeit von Himmel und Ozeanen. Es steht der „weißen Leinwand“ im Sinne von Leere als Gegenstück zu Jarmans erfüllten Leben gegenüber. Im Eindruck der blauen Farbe verdichten sich Geräusche, Musik und Sprache zu einem Drama im geistigen Auge des Betrachters.

### Auditive Dramaturgie
Die von Musik und Soundeffekten begleitete Erzählung wird von den Schauspielern Nigel Terry, Tilda Swinton und John Quentin und Jarman selbst gesprochen. Durch die persönliche Entblößung des Regisseurs entsteht beim Zuschauer eine direkte Betroffenheit und lässt ihn an einem „Strom des Bewusstseins“ teilhaben. Der Tenor variiert dabei zwischen Spiritualität und Agitation.

## Rezeption
Axel Schock weist in seiner Filmkritik aus dem Jahr 2024 darauf hin, dass Blue entstand, nachdem Derek Jarman 1992 im Londoner St. Bartholomew’s Hospital erfuhr, dass eine aidsbedingte Cytomegalovirus-Infektion sein Sehfeld immer weiter einengen und schließlich zur Erblindung führen würde. So wurde Blue Jarmans persönlichster Film, eine Auseinandersetzung mit dem fortschreitenden Erblinden und dem nahenden Tod. Obwohl auch als Hörstück verfügbar, entfaltet sich das Werk nach Schocks Einschätzung erst auf der großen Leinwand. Denn im abgedunkelten Raum versinkt der Blick unweigerlich in diesem Blau und bietet dem Kinopublikum ein die Sinne belebendes Erlebnis. Deshalb, meint Schock, bestimmte Manfred Salzgeber, der ein enger Freund von Jarman war, für seine eigene Gedenkfeier 1994, dass nicht viele Worte gemacht werden sollen, sondern Blue im Kino gezeigt wird.
Blue wurde 1993 auf der Biennale in Venedig uraufgeführt und anschließend in Museen für moderne Kunst gezeigt, darunter das Tate Modern in London, das MoMA in New York und das Getty Museum in Los Angeles.